# Кенозоик
Кенозоик (од грчких речи kainos = нов, zoe = живот) је геолошка ера која је почела пре око 65 милиона година и траје и дан данас. Међа мезозоик - кенозоик обележена је масовним кредно-терцијарним изумирањем које је означило крај постојања диносауруса који су током мезозоика „владали“ Земљом.

## Номенклатура
Кенозоик потиче од грчких речи kainós (καινός 'нови') и zōḗ (ζωή 'живот'). Име је 1840. предложио британски геолог Џон Филипс (1800–1874), који га је првобитно написао као Kainozoic. Ера је такође позната као Cænozoic, Caenozoic, или Cainozoic (/ˌkaɪ.nəˈzoʊ.ɪk, ˌkeɪ-/).

## Подела
Кенозоик се дели на три периоде: палеоген, неоген и квартар. Дуго је кенозоик био подељен на две периоде зване терцијар (од палеоцена до плиоцена) и квартар (плеистоцен и холоцен). Након тога подела је вршена на палеоген, неоген и квартар, а однедавно постоји полемика међу научницима да се квартар сврста у неоген те да се стара подела не употребљава. Палеоген обухвата палеоцен, еоцен и олигоцен. Неоген обухвата миоцен, плиоцен, плеистоцен и холоцен.
Међународна комисија за стратиграфију је званично признала квартарни период јуна 2009. године. Године 2004, терцијарни период је званично замењен периодом палеогена и неогена. Уобичајена употреба епоха током кенозоика помаже палеонтолозима да боље организују и групишу многе значајне догађаје који су се десили током овог релативно кратког временског интервала. Познавање ове ере је детаљније од било које друге ере због релативно младих, добро очуваних стена повезаних са њом.

### Палеоген
Палеоген се протеже од изумирања нептичјих диносауруса, пре 66 милиона година, до зоре неогена, пре 23,03 милиона година. Он се састоји од три епохе: палеоцен, еоцен и олигоцен.
Палеоценска епоха трајала је од пре 66 милиона до 56 милиона година. Савремени плацентални сисари су настали у то време. Девастација догађаја К–Пг изумирања укључивала је изумирање великих биљоједа, што је омогућило ширење густих шума, које су обично сиромашне врстама. У раном палеоцену дошло је до опоравка Земље. Континенти су почели да добијају свој савремени облик, али су сви континенти и потконтинент Индије били одвојени један од другог. Афро-Евроазију је раздвајало море Тетис, а Америку је раздвајао Панамски мореуз, пошто се превлака још није формирала. Ова епоха је карактерисала општи тренд загревања, са џунглама које су на крају достигле полове. Океанима су доминирале ајкуле пошто су велики гмизавци који су некада доминирали изумрли. Архаични сисари су испунили свет као што су креодонти (изумрли месождери, неповезани са постојећим месождерима).
Еоценска епоха се кретала од 56 милиона година до пре 33,9 милиона година. У раном еоцену, врсте које живе у густим шумама нису могле да еволуирају у веће облике, као у палеоцену. Сви познати сисари су били испод 10 килограма. Међу њима су били рани примати, китови и коњи заједно са многим другим раним облицима сисара. На врху ланаца исхране биле су огромне птице, попут паракракса. Температура је била 30 °C са малим температурним градијентом од пола до пола. Средином еоцена формирала се циркумполарно-антарктичка струја између Аустралије и Антарктика. Ово је пореметило океанске струје широм света и као резултат тога изазвало глобални ефекат хлађења, смањујући џунгле. Ово је омогућило сисарима да нарасту до мамутских размера, као што су китови који су до тог времена постали скоро потпуно водени. Сисари попут Andrewsarchus били су на врху ланца исхране. У касном еоцену дошло је до поновног настанка годишњих доба, што је изазвало ширење подручја налик савани, заједно са еволуцијом траве. Крај еоцена обележен је еоценско-олигоценским изумирањем, чије је европско лице познато као Гранде Купјер.
Олигоценска епоха се протеже од пре 33,9 милиона до 23,03 милиона година. Олигоцен је карактерисао експанзију траве која је довела до развоја многих нових врста, укључујући прве слонове, мачке, псе, тоболчаре и многе друге врсте које и данас преовлађују. У овом периоду еволуирале су и многе друге врсте биљака. Још увек је био на снази период захлађења са сезонским кишама. Сисари су и даље наставили да расту све већи и већи.

### Неоген
Неоген се протеже од пре 23,03 милиона до 2,58 милиона година. Има две епохе: миоцен и плиоцен.
Миоценска епоха обухвата период од пре 23,03 до 5,333 милиона година и период је у коме се трава даље ширила, доминирајући великим делом света, на рачун шума. Шуме келпа су еволуирале, подстичући еволуцију нових врста, као што су морске видре. Током овог времена, непарнопрсти копитари су напредовали и еволуирали у много различитих варијанти. Човеколики мајмуни су еволуирали у 30 врста. Море Тетис се коначно затворило стварањем Арабијског полуострва, остављајући само остатке као што су Црно, Црвено, Средоземно и Каспијско море. Ово је повећало аридност. Многе нове биљке су еволуирале: 95% модерних семених биљака је еволуирало средином миоцена.
Епоха плиоцена је трајала од пре 5.333 до 2,58 милиона година. Плиоцен су карактерисале драматичне климатске промене, које су на крају довеле до модерних врста флоре и фауне. Средоземно море се исушило током неколико милиона година (јер су ледена доба смањила нивое мора, одвојивши Атлантик од Медитерана, а стопе испаравања су премашиле доток из река). Аустралопитек је еволуирао у Африци, почевши од људске гране. Панамска превлака се формирала, и животиње су мигрирале између Северне и Јужне Америке током велике америчке размене, изазивајући пустош у локалној екологији. Климатске промене донеле су: саване које се и даље шире светом; Индијске монсуне; пустиње у централној Азији; и почетке пустиње Сахаре. Мапа света се од тада није много променила, осим промена које су донеле глацијације квартара, као што су Велика језера, Хадсонов залив и Балтичко море.

### Квартар
Квартар се протеже од пре 2,58 милиона година до данас и представља најкраћи геолошки период у фанерозојском еону. Садржи модерне животиње и драматичне промене климе. Дели се на две епохе: плеистоцен и холоцен.
Плеистоцен је трајао од 2,58 милиона до пре 11.700 година. Ову епоху обележила су ледена доба као резултат тренда хлађења који је започео средином еоцена. Постојала су најмање четири одвојена периода глацијације обележена напредовањем ледених капа све до југа до 40 °C у планинским областима. У међувремену, Африка је искусила тренд исушивања који је резултирао стварањем пустиња Сахара, Намиб и Калахари. Многе животиње су еволуирале укључујући мамуте, џиновске копнене лењивце, свирепе вукове, сабљастозубне мачке и најшире познати Homo sapiens. Доба од пре 100.000 година означава крај једне од најгорих суша у Африци, која је довела до експанзије примитивних људи. Како се плеистоцен ближио крају, велико изумирање је избрисало већи део светске мегафауне, укључујући и неке врсте хоминида, као што су неандерталци. Погођени су сви континенти, али Африка у мањој мери. Она још увек задржава многе велике животиње, као што су нилски коњи.
Холоцен је почео пре 11.700 година и траје до данас. Сва забележена историја и „људска историја“ леже у границама епохе холоцена. Људска активност се окривљује за масовно изумирање које је почело пре отприлике 10.000 година, иако су врсте које су изумрле забележене тек од Индустријске револуције. Ово се понекад назива „шесто изумирање”. Често се наводи да је више од 322 забележене врсте изумрло због људске активности од индустријске револуције, али стопа може бити и до 500 врста само кичмењака само, од којих се већина одвила после 1900. године.

## Живот у кенозојској ери
Шуме делимично замењују ливаде, клима се мења и формирају се континенти. Након нестанка диносаура, развијају се разне врсте сисара, који настањују сва подручја, укључујући и мора. Птице су такође прилично еволуирале у кенозоику. Кенозоик се исто тако може назвати и добом савана, па и међусобно зависних критосемењача и инсеката. Коначно у кенозоику се појављује човек. Кенозоик се још назива и доба сисара.

## Распоред копна и мора
Геолошки гледано, кенозоик је доба када су се континенти помакли до својих тадашњих позиција и формирали данашњи распоред. Аустралија-Нова Гвинеја се раздвојила од Гондване која је кренула на север и коначно постала Југоисточна Азија; Антарктик се помакао на своју данашњу позицију око Јужног пола; Атлантски океан се проширио, а пред крај ере се Јужна Америка спојила са Северном Америком.
India collided with Asia пре 55 до 45 милиона година creating the Himalayas; Arabia collided with Eurasia, closing the Tethys Ocean and creating the Zagros Mountains, around 35 милиона година.
The break-up of Gondwana in Late Cretaceous and Cenozoic times led to a shift in the river courses of various large African rivers including the Congo, Niger, Nile, Orange, Limpopo and Zambezi.